# Cryptosula okadai
Cryptosula okadai is een mosdiertjessoort uit de familie van de Cryptosulidae. De wetenschappelijke naam van de soort is voor het eerst geldig gepubliceerd in 1988 door Dick & Ross.